# Проєкт Закону про внесення змін до Конституції України (щодо децентралізації влади)
Закон про внесення змін до Конституції України (щодо децентралізації влади) — проєкт закону України щодо децентралізації влади, тобто змін до Конституції у зв’язку Адміністративно-територіальною реформою 2015 року.
Ініціатором законопроєкту став Президент України Петро Порошенко. 31 серпня законопроєкт було попередньо схвалено. На думку Адміністрації Президента метою запропонованих змін є відхід від централізованої моделі управління в державі, забезпечення спроможності місцевого самоврядування та побудова ефективної системи територіальної організації влади в Україні, реалізація у повній мірі положень Європейської хартії місцевого самоврядування, принципів субсидіарності, повсюдності і фінансової самодостатності місцевого самоврядування.

## Зміст
Законопроєктом про внесення змін до Конституції України запропоновані зміни щодо децентралізації державної влади в Україні та посилення конституційно-правового статусу місцевого самоврядування. Змінюються окремі положення Конституції України щодо адміністративно-територіального устрою. Зокрема, закріплено, що територія України поділена на громади. Громада є первинною одиницею у системі адміністративно-територіального устрою України.
Передбачається, що адміністративно-територіальний устрій України ґрунтується на засадах єдності та цілісності державної території, децентралізації влади, повсюдності та спроможності місцевого самоврядування, сталого розвитку адміністративно-територіальних одиниць з урахуванням історичних, економічних, екологічних, географічних і демографічних особливостей, етнічних і культурних традицій.
Законопроєктом передбачено, що розмежування повноважень у системі органів місцевого самоврядування та їх виконавчих органів різних рівнів здійснюється за принципом субсидіарності, що відповідає Європейській хартії місцевого самоврядування. Передбачається утворення виконавчих органів місцевого самоврядування громади, які є підконтрольними і підзвітними раді громади. При цьому голова громади головує на засіданнях ради громади, очолює виконавчий орган місцевого самоврядування громади. У свою чергу, районна рада, обласна рада обирає зі свого складу відповідно голову районної ради, голову обласної ради, який очолює виконавчий комітет ради.
Закріплюється матеріальна і фінансова основа місцевого самоврядування. Зокрема визначається, що такою основою є земля, рухоме і нерухоме майно, природні ресурси, інші об'єкти, що є у комунальній власності територіальної громади; місцеві податки і збори, частина загальнодержавних податків та інші доходи місцевих бюджетів. При цьому держава забезпечує сумірність фінансових ресурсів та обсягу повноважень органів місцевого самоврядування, визначених Конституцією та законами України. Разом з тим децентралізація не означає послаблення центральної влади в таких питаннях, як оборона, зовнішня політика, національна безпека, верховенство права, дотримання прав і свобод людини.
Саме тому для нагляду за додержанням Конституції і законів України органами місцевого самоврядування пропонується запровадити інститут префектів. Проєктом передбачено, що префекта призначає на посаду та звільняє з посади за поданням Кабінету Міністрів України Президент України. Префект зупиняє дію актів місцевого самоврядування з мотивів їх невідповідності Конституції чи законам України з одночасним зверненням до суду.
Крім того, законопроєктом передбачено, що у разі ухвалення головою громади, радою громади, районною, обласною радою акта, що не відповідає Конституції України, створює загрозу порушення державного суверенітету, територіальної цілісності чи загрозу національній безпеці, Президент України зупиняє дію відповідного акта з одночасним зверненням до Конституційного Суду України, тимчасово зупиняє повноваження голови громади, складу ради громади, районної, обласної ради та призначає тимчасового державного уповноваженого.
У разі визнання Конституційним Судом України акта голови громади, ради громади, районної, обласної ради таким, що не відповідає Конституції України, Верховна Рада України за поданням Президента України достроково припиняє повноваження голови громади, ради громади, районної, обласної ради та призначає позачергові вибори у визначеному законом порядку.
Законопроєктом враховано Комплекс заходів з виконання Мінських домовленостей від 12 лютого 2015 року. Відповідно до цього у розділі ІІ «Прикінцеві та перехідні положення» законопроєкту передбачено, що особливості здійснення місцевого самоврядування в окремих районах Донецької і Луганської областей визначаються окремим законом.

## Положення, які викликали спротив

### Про окремі райони Донецької і Луганської областей
Проєкт

I. Внести до Конституції України (Відомості Верховної Ради України, 1996 р., № 30, ст. 141) такі зміни:

1) …

8) розділ XV "Перехідні положення" доповнити пунктами 17 і 18 такого змісту:

"17…

18. Особливості здійснення місцевого самоврядування в окремих районах Донецької і Луганської областей визначаються окремим законом".

### Вилучення з Конституції переліку областей
Проєкт

I. Внести до Конституції України (Відомості Верховної Ради України, 1996 р., № 30, ст. 141) такі зміни:

1) статті 118, 119, 132, 133, 140—144 викласти в такій редакції:

…

Стаття 133. Систему адміністративно-територіального устрою України складають адміністративно-територіальні одиниці: громади, райони, регіони.

Територія України поділена на громади. Громада є первинною одиницею у системі адміністративно-територіального устрою України.
Декілька громад становлять район.

Автономна Республіка Крим та області є регіонами України.

Особливості Києва, Севастополя у системі адміністративно-територіального устрою України визначаються окремими законами.

Порядок утворення, ліквідації, встановлення та зміни меж, найменування і перейменування громад, районів, областей, а також порядок утворення, найменування і перейменування та віднесення поселень (сіл, селищ, міст) до відповідної категорії визначаються законом.

Зміна меж, найменування і перейменування громад та поселень здійснюється з урахуванням думки їх мешканців у порядку, визначеному законом";

Чинна Конституція

Стаття 133. Систему адміністративно-територіального устрою України складають: Автономна Республіка Крим, області, райони, міста, райони в містах, селища і села.

До складу України входять: Автономна Республіка Крим, Вінницька, Волинська, Дніпропетровська, Донецька, Житомирська, Закарпатська, Запорізька, Івано-Франківська, Київська, Кіровоградська, Луганська, Львівська, Миколаївська, Одеська, Полтавська, Рівненська, Сумська, Тернопільська, Харківська, Херсонська, Хмельницька, Черкаська, Чернівецька, Чернігівська області, міста Київ та Севастополь.

Міста Київ та Севастополь мають спеціальний статус, який визначається законами України.

Проєкт статті 133 викликав спротив, одну з петицій («Збережемо Запорізьку область! Збережемо обласний устрій України!») вже за перші дві доби підтримали понад дві тисячі українців.

## Депутати, які підтримали постанову
За постанову проголосували 296 народних депутатів, зокрема більшість депутатів фракцій Блоку Петра Порошенка, партій «Народний фронт», «Опозиційний блок», «Відродження» та «Воля народу», а також 5 депутатів з фракції «Самопоміч» (в тому числі тогочасна голова фракції — Ганна Гопко) і особисто спікер парламенту - В. Гройсман. Проти голосували решта депутатів «Самопомочі», а також депутати з Радикальної партії та позафракційні члени ВО «Свобода»,  Б. Береза та В. Балога. Депутати із фракції «Батьківщина», а також Д. Ярош не брали участі в голосуванні.

## Оцінки
На думку колишнього посла США в Україні Стівена Пайфера, запропоновані зміни до Конституції підуть на користь Україні. За його словами, є дві причини, чому Україні необхідно невідкладно проводити децентралізацію влади: перша — переміщення влади вниз до обласного і муніципального рівня, що призведе до більш відповідального, підзвітного та ефективного урядування; а друга — тому що це ключовий пункт Мінської угоди, виконання якої Україною є важливим в очах західних партнерів (в першу чергу у Європі) та для продовження міжнародних економічних санкцій проти Росії. Стівен Пайфер також зауважив, що навіть наприкінці 1990-х, коли він був послом, США виступали за децентралізацію влади в Україні, адже центральна влада не може ефективно приймати рішення, які стосуються обласного і муніципального рівнів. На його думку у запропонованих змінах також немає поступок Кремлю, який домагається федералізації та можливості для Донбасу втручатися у питання зовнішньої політики.
Натомість лідери націоналістичної партії ВО «Свобода» вбачають у змінах до Конституції «фактичну капітуляцію перед Кремлем». Вони наголошували на тому, що неприйнятним є пункт 18 законопроєкту, який відсилає до Закону України «Про особливий порядок місцевого самоврядування в окремих районах Донецької та Луганської областей».
Об'єднання «Самопоміч» вбачає у змінах до Конституції України декілька загроз, серед яких амністія та легалізація бойовиків (тобто виконання вимог Мінської угоди), а також збільшення повноважень Президента, який зможе зупиняти повноваження мерів і рад. На думку об'єднання, зміни до Конституції укладалися надто непрозоро, поспіхом і під зовнішнім тиском, без широкого обговорення в українському суспільстві. Також «Самопоміч» вважає, що зміни до Конституції не можуть вноситися під час російської агресії, оскільки стаття 157 чинної Конституції забороняє вносити зміни до неї в умовах воєнного або надзвичайного стану.

## Розгляд законопроєкту
15 липня 2015 року було оприлюднено президентський проєкт закону про внесення змін до Конституції України щодо децентралізації влади з позначкою «доопрацьований». Найважливішою відмінністю доопрацьованого законопроєкту від першої редакції, зареєстрованого у Верховній Раді 1 липня, є положення про те, що особливості здійснення місцевого самоврядування в окремих районах Донецької та Луганської областей визначаються окремим законом. Якщо в першій редакції це положення було закріплене в перехідних положеннях самого законопроєкту, то в редакції від 15 липня пропонується закріпити цю норму в розділі XV перехідних положень самої Конституції України.
Верховна Рада 16 липня ухвалила постанову про направлення до Конституційного Суду президентського законопроєкту про внесення змін до Конституції щодо децентралізації влади. 31 липня КС визнав законопроєкт таким, що відповідає вимогам статтям 157 та 158 Основного закону.
Лідер «Самопомочі» Андрій Садовий заявив про жорсткий тиск на депутатів перед голосуванням 31 серпня в першому читанні:
|  | Пішов жорсткий пресинг народних депутатів перед голосуванням щодо Конституції. Також буде спроба розколу фракції «Самопоміч». Пропонують гроші, посади, перспективи тощо. |

31 серпня законопроєкт було попередньо схвалено. «За» проголосували 265 депутатів (Блок Петра Порошенка — 115, «Народний фронт» — 69, Опозиційний блок — 38, «Самопоміч» — 5, Радикальна партія Олега Ляшка — 0, ВО Батьківщина — 0, Партія «Відродження» — 11, «Воля народу» — 14.), «проти» — 87, «утримались» — 5, «не голосували» — 11. Всього участь у засіданні взяли 368 депутатів.
Відразу після голосування голова Верховної Ради Володимир Гройсман оголосив про закриття позачергового засідання парламенту.
Ухваленню законопроєкту передували блокування фракцією «Радикальної партії» трибуни і президії ВРУ, а також двогодинні переговори голови парламенту Володимира Гройсмана із лідерами фракцій.

## Реакція

### Трагедія під Верховною Радою

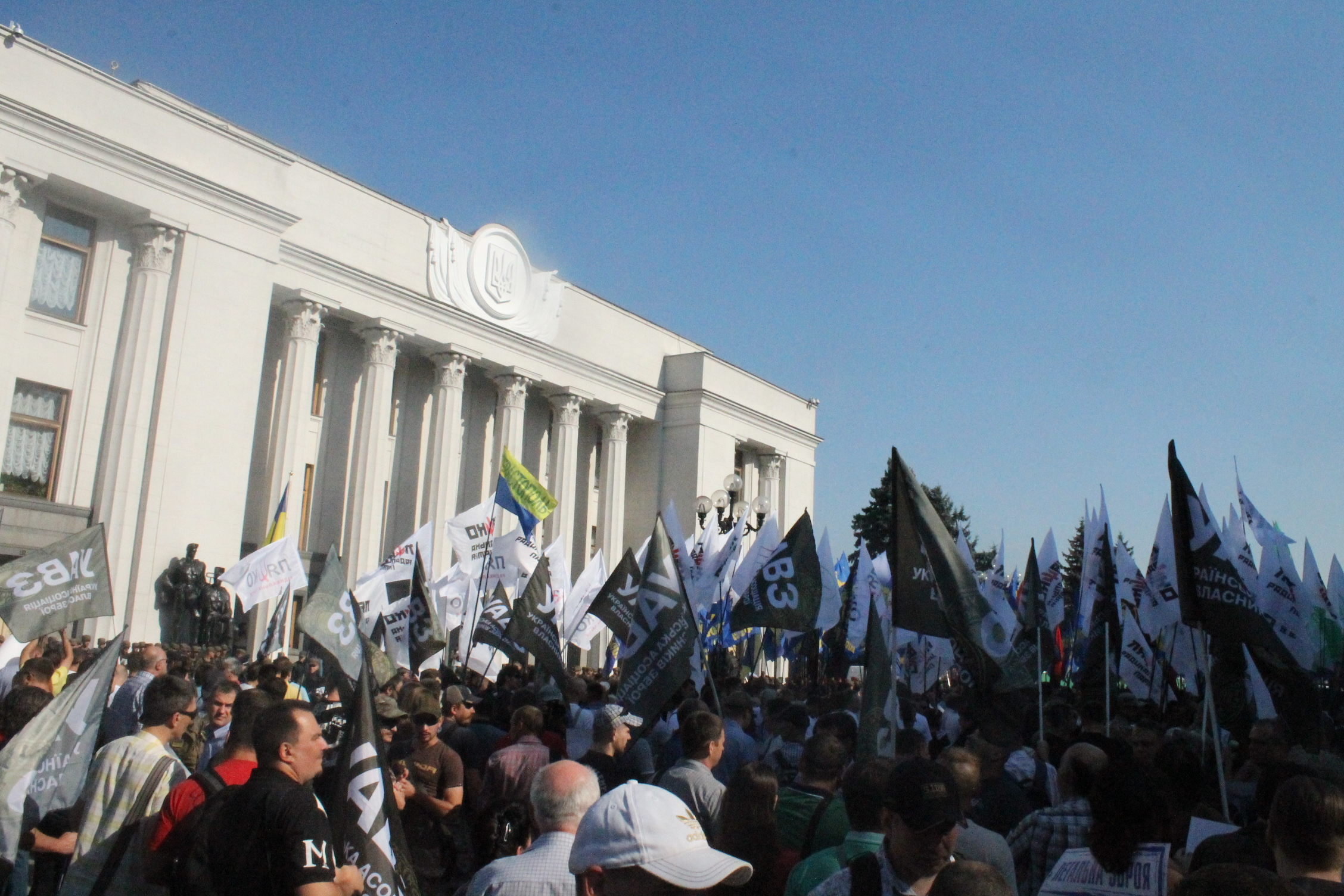
Акція протесту під Верховною радою

31 серпня декілька політичних сил, зокрема ВО «Свобода», Радикальна партія Олега Ляшка, «Громадянська платформа» та «УКРОП», організували мітинг під стінами Верховної Ради з вимогою не допустити прийняття змін до Конституції. Після голосування під стінами парламенту почалися масові сутички. В правоохоронців жбурнули гранату, в результаті чого понад 50 з них були поранено (серед важкопоранених — старший солдат Віталій Шиян). Жертвами вибуху стали чотири нацгвардійця:
- Дебрін Ігор Анатолійович (1990 р.н.), родом з Херсонщини, був призваний до Національної гвардії навесні 2015 року. Загинув 31 серпня від осколкового поранення[13][14];
- Сластніков Дмитро Анатолійович (1994 р.н.), родом з Дніпропетровщини. Призваний з Жовтих Вод Дніпропетровської області, служив у військовій частині Національної гвардії 3027. Помер 1 вересня[15][16];
- Костина Олександр Сергійович (1995 р.н.), родом з Херсонщини, помер 1 вересня[17][18];
- Дацюк Богдан Вікторович (1990 р.н.), народився та жив на Вінниччині. Пішов з життя 24 вересня 2015 року, не опритомнівши.[19]

Станом на ранок 1 вересня госпіталізовано було 141 потерпілого у результаті зіткнень, із них — 131 правоохоронець. Того ж дня Президент України Петро Порошенко посмертно нагородив трьох загиблих бійців орденами «За мужність» III ступеня.

#### Офіційна версія трагедії
Був затриманий боєць батальйону «Січ» Ігор Гуменюк, котрого звинувачують у застосуванні гранати проти нацгвардійців. За словами міністра внутрішніх справ України Арсена Авакова, при затриманому була чека від гранати РГО та ще одна граната. Для розслідування злочину було створено спільну слідчо-оперативну групу разом із МВС, СБУ та Генеральною прокуратурою. Триває слідство. Адвокат Ігоря Гуменюка Сидір Кізін заявив журналістам, що його підзахисний не визнає своєї провини, і доказів його вини у справі немає. Зокрема у справі не йдеться про вилучення жодних вибухових пристроїв.
24 вересня 2015 року помер четвертий нацгвардієць, що був поранений під Верховною Радою (Дацюк Богдан Вікторович, родом з Вінниччини). Його також було нагороджено орденом «За мужність» III ступеня.

### Реакція іноземних політиків
- Генеральний секретар Ради Європи Турбйорн Ягланд привітав схвалення Верховною Радою проєкту змін до Конституції в частині децентралізації та висловив сподівання на продовження реформ[29].
- Державний департамент США привітав ухвалення Верховною Радою змін до Конституції, які стосуються децентралізації, а також закликав провести повне розслідування сутичок біля парламенту і притягнути винних до відповідальності.[30]
- Голова МЗС Росії Сергій Лавров закликав включити у проєкт розгорнуті положення про особливий статус Донбасу, а також закликав не співпрацювати з «екстремістськими та радикальними силами»[31].

### Оцінки фахівців
Голосування за зміни до Конституції і акції протесту перед будівлею Верховної ради отримали неоднозначні оцінки політологів.
Так, на думку Сергія Гайдая найважливішою причиною протестів стало положення про надання особливого статусу Донбасу, що на його думку створює небезпечний прецедент для інших територій України..
На думку екс-судді Конституційного суду Віктора Шишкіна, «якщо зміни будуть ухвалені 300-ма голосами, то очільник Кремля досягне мети і легалізує свою окупацію частини території України»
На думку Остапа Дроздова з голосуванням 31 серпня в парламенті утворилася нова «широка коаліція» і в загибелі правоохоронців винні «ті, хто захотів бавитися в жити по-старому»
На думку фахівців американської розвідки Staffor, події під Верховною радою «показали, що український уряд опинився у скрутному становищі, перебуваючи під пресингом Росії та підтримуваних нею сепаратистів з одного боку і крайніх правих і ультранаціоналістів з іншого. Що більше Київ поступається одним, тим сильніше провокує на радикальні дії інших. Якщо така ситуація триватиме, це стане загрозою не лише для врегулювання конфлікту між Росією і Заходом по східній Україні, але й для єдності самої української держави».